# Eremia Zota
Eremia Zota (n. 4 mai 1940) este un profesor de medicină moldovean, specialist în anatomie patologică, care a fost ales ca membru corespondent al Academiei de Științe a Moldovei (1993).
Născut la 4 mai 1940 în satul Șirăuți, azi r-nul Briceni. După absolvirea Institutului de Stat de Medicină din Chișinău (1963) și a doctoranturei, își desfășoară activitatea didactică la aceeași instituție fiind: asistent (1963–1968), lector superior (1968–1972), conferențiar (1972–1987), șef al Catedrei de Morfopatologie (din  1987). În paralel cu activitatea didactică, desfășoară o intensă muncă de cercetare – din 1992 ocupă și postul de șef al Laboratorului de angiopatologie al Centrului Științific de Patobiologie și Patologie al A.Ș.M., iar din 2004 este vicedirector al acestei structuri academice.
Cercetările științifice în domeniul modificărilor vasculare în ateroscleroză pe care le-a întreprins s-au finalizat prin susținerea în 1988 la Moscova a tezei de doctor habilitat în medicină cu titlul „Morfologia funcțională a arterelor și aterogeneza”, care elucidează particularitățile structurale ale plăcilor aterosclerotice. Pe parcurs a fost dezvoltată ideea despre importanța etiologică a factorului infecțios (Chlamidia pneumone, H. pylori, virusul citomegalic) în inițierea și evoluția aterosclerozei.
A efectuat cercetări asupra stadiului prelipidic al aterosclerozei arterelor la nivel ultrastructural, fapt ce a permis obținerea de date noi despre modificările structural-funcționale din peretele aortei și ale arterelor coronariene în stadii incipiente ale aterogenezei. În baza investigațiilor radioautografice au fost determinate particularitățile metabolice ale peretelui aortei în stadiile inițiale ale hipercolesterolemiei.
Rezultatele cercetărilor științifice sunt reflectate în cele peste 150 de lucrări publicate în țară și peste hotare, inclusiv  11 monografii, 2 manuale, 1 dicționar. Deține 2 brevete de invenție și peste 70 de certificate de inovație. A pregătit 5 doctori și 1 doctor habilitat în medicină. A prezentat comunicări științifice la congrese și conferințe internaționale la Moscova, Sankt-Petersburg, Erevan, Tbilisi, București, Craiova, Atena, Berlin, Paris, Kiev. Din 1986 activează în calitate de medic anatomopatolog  principal al Ministerului Sănătății și Protecției Sociale al Republicii  Moldova. Este președinte al Societății Morfopatologilor din Republica Moldova, membru de onoare al Societății de Anatomie Patologică din România, membru al Academiei de Științe din New York.
A fost distins cu titlurile onorifice de "Om Emerit", laureat al Premiului de Stat, cu ordinul "Gloria Muncii".